# Dendrolagus bennettianus
Dendrolagus bennettianus là một loài động vật có vú trong họ Macropodidae, bộ Hai răng cửa. Loài này được De Vis mô tả năm 1886.
Con đực có thể cân nặng từ 11,5 kg lên đến gần 14 kg, trong khi những con cái nặng khoảng 8-10,6 kg. Chúng rất nhanh nhẹn và có khả năng nhảy 9 mét xuống một nhánh cây khác và đã có trường hợp nhạy xa đến 18 mét xuống đất mà không chấn thương.

## Hình ảnh

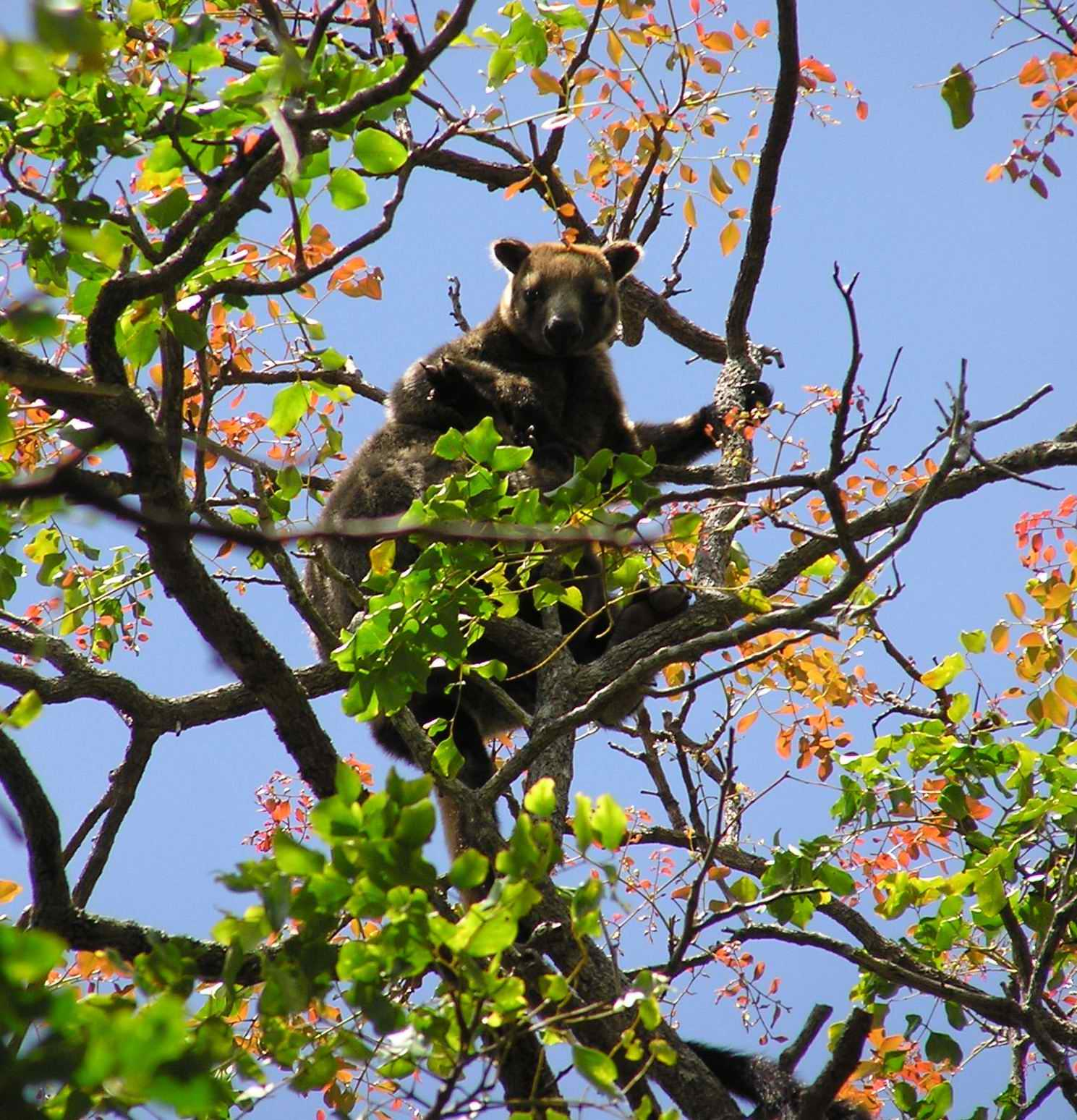
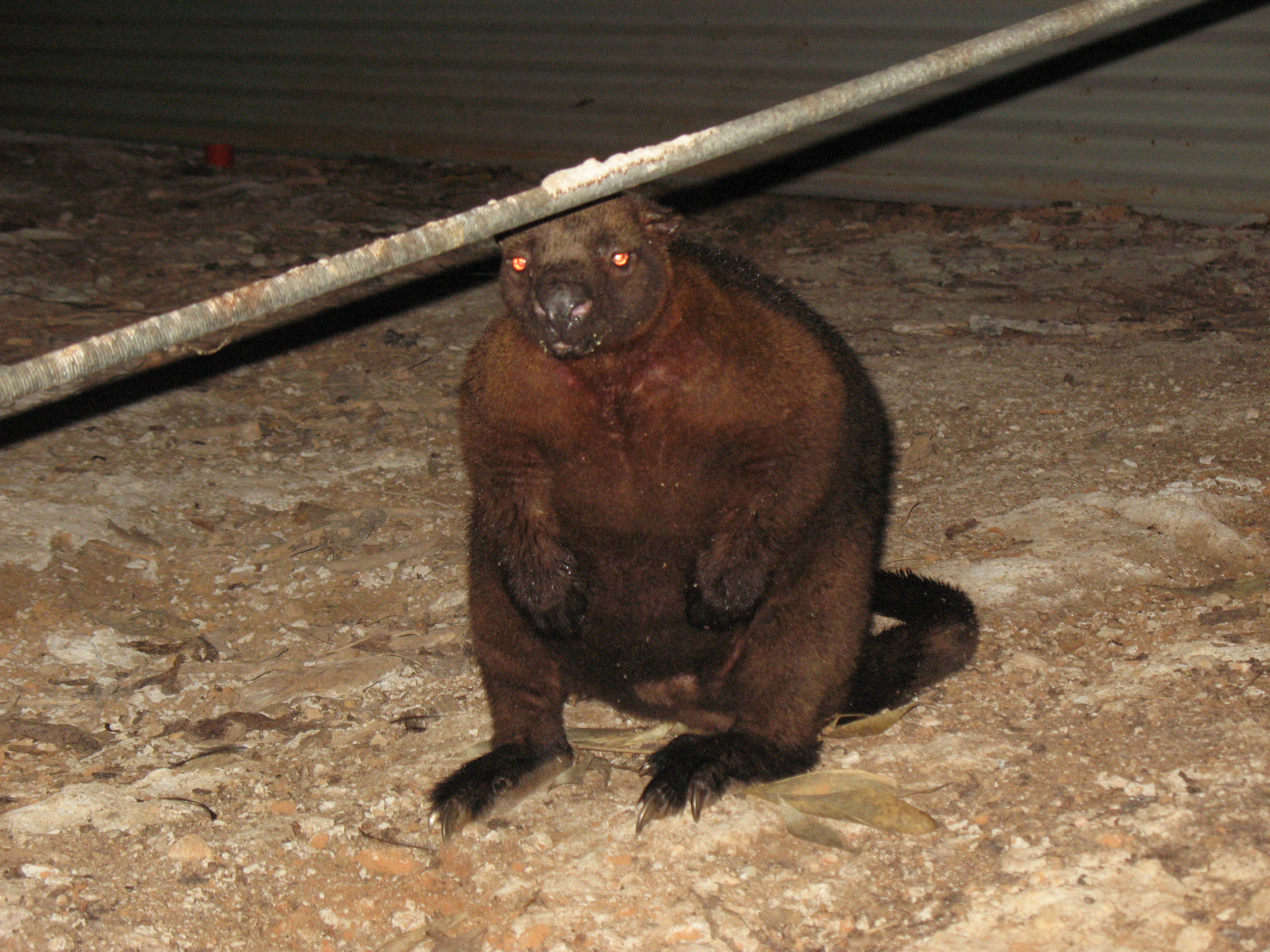
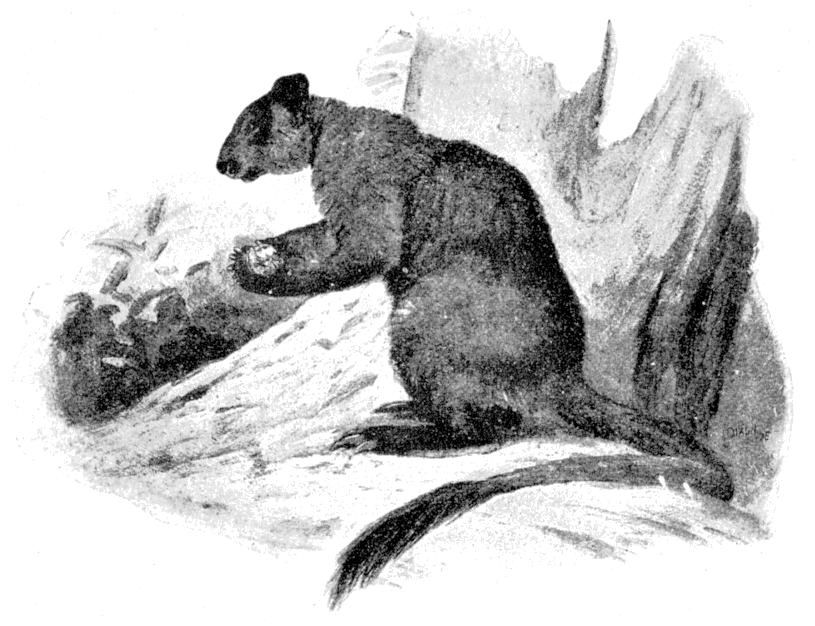
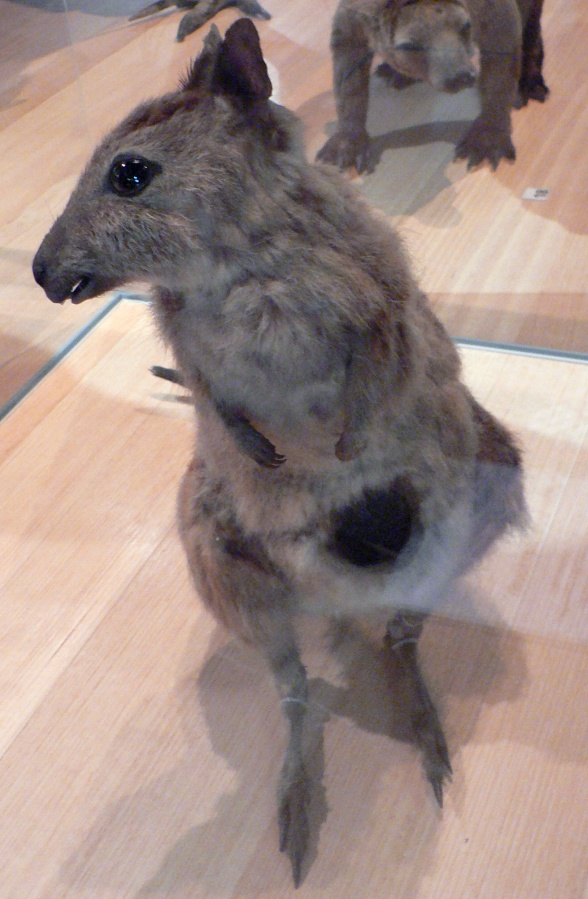